# Juan de la Peña (músico)
Juan de la Peña Ruiz (Ajofrín, mediados del siglo XVI-Toledo, 27 de julio de 1636) fue un compositor y maestro de capilla español.
No debe confundirse con otros «Juan de la Peña», sobre todo el cantor de la Reina de finales del siglo XVI y el cantor de la Capilla Real de Madrid de mediados del siglo XVII.

## Vida
Juan de la Peña nació en Ajofrín, en la provincia de Toledo, hijo de Tomás de la Peña y María Ruiz, ambos de la misma localidad.
Al parecer hay noticias suyas como maestro de capilla de la Catedral de Valladolid en 1594.
Las primeras noticias seguras que se tienen de Juan de la Peña son de 1594, de las oposiciones al cargo de maestro de capilla de la Catedral de Cuenca que había quedado vacante tras la partida del maestro Juan García Garay. Solicitaron la asistencia al examen, además de Peña, Diego Herrera, maestro de capilla de la Catedral de Orihuela, y Joan Gómez, «lego y casado». Diego Herrera había sido mozo de coro en la metropolitana de Cuenca y ya se había presentado a las oposiciones al magisterio conquense en 1583 —que ganaría Juan Martínez de Muro. Gómez acabó por no presentarse y el cabildo se decidió por Peña el 25 de agosto de 1594, impresionado por un villancico que había compuesto dedicado a San Julián, patrón de la ciudad. Se le nombró con la condición de que debería dejar el cargo si el maestro Ginés de Boluda decidía regresar a Cuenca. El 9 de septiembre de 1954 se le autorizó a regresar a Toledo para traerse a los padres.
En 1595 el obispo Juan Fernández Vadillo consiguió el agrado del papa Clemente VIII para organizar un oficio propio a San Julián, por lo que se celebraron importantes fiestas para celebrarlo. Por la dificultad de encontrar músicos, se envió a Peña a Toledo para buscar «músicos, carros alquilados y un comediante» que animasen las fiestas.
Los últimos años del siglo XVI fueron de dificultades económicas para el cabildo conquense, por lo que se decidió rebajar el sueldo del maestro de capilla. Si Juan Muro había cobrado 300 ducados y 30 fanegas de trigo anuales, a Peña solo le correspondieron 200 ducados y 30 fanegas de trigo. En 1596 Peña presentó una queja por su reducido salario, pero el cabildo respondió que no había dinero, además de que Peña debía 2000 ducados a la Catedral. Finalmente Peña solicitó el 13 de junio de 1597 el traslado a Toledo, donde había conseguido un cargo en la Catedral. Le sucedería en el cargo Juan Alonso Puro.
En Toledo fue nombrado claustrero de la Catedral el 20 de septiembre de 1599. También permanecería en cargos próximos a la capilla de música, siendo capellán de coro o maestro de melodía. En septiembre de 1606 se le entregaron 1500 reales para que viajase a Ávila, Burgos, Zaragoza, Tarazona, Huesca y Cuenca para buscar cantores y seises. El cabildo debía estar contento con la labor de Peña ya que en 1613 se le permitió vestir la capa de coro, en lugar del sobrepelliz que le correspondía por el cargo.
Falleció en Toledo el 27 de julio de 1636, siendo enterrado en la capilla de la Virgen en la iglesia de San Lucas.

## Obra
De Juan de la Peña solo se conservan tres villancicos procedentes de la Catedral de Cuenca transcritos por Miguel Martínez, que aparecen en el libro Romances y letras a tres voces conservado en la Biblioteca Nacional de Madrid. Se trata de ‹Con el pecho en la boca›, ‹En un portal seis zagales› y ‹Llena va de flores›.